# 猫の手帖
猫の手帖（ねこのてちょう）とは、猫の手帖社から刊行されていた、ネコを扱った雑誌。月刊誌として、毎月12日に発売されていた。
2008年5月号をもって休刊となっていたが、2022年4月よりInstagramなどで一時的に発信を再開した。
〇猫手豆：猫に関する豆知識

〇ニャイスライフ講座：獣医師監修のお役立ち情報

〇癒シアター：かわいい猫ちゃんたちを紹介するコーナー
以上をベースに情報発信をしていた。
また、雑誌では読者から寄せられる、猫に関する写真や手紙、動物写真家による猫のグラビア、猫好き作家のエッセイ、マンガ、猫の医・食・住にまつわる実用コーナーが充実し、イベントや愛護活動などタイムリーな情報も紹介されていた。
また、あらゆるジャンルの猫マニアが登場する「平成猫バカ列伝」、猫の心の秘密を解説する「猫ごころ相談室」、猫名所を巡る「キャットスポット」、長生き猫を応援する「ご長寿番付」、「猫とあなたの星占い」などの連載も行われていた。